# Handtekeningenactie
Een handtekeningenactie is een actie waarbij handtekeningen worden ingezameld om een bepaald standpunt te ondersteunen. Dit wordt gedaan door bijvoorbeeld een actiegroep, stichting of belangenvereniging. Wanneer men tegen of juist vóór iets is, kan men handtekeningen inzamelen om dit standpunt te verwezenlijken.
Met de handtekeningenlijst wil men bestuurders laten zien dat een bepaalde aantal mensen de actie ondersteunt.